# Myosotis mooreana
Myosotis mooreana är en strävbladig växtart som beskrevs av Lehnebach. Myosotis mooreana ingår i släktet förgätmigejer, och familjen strävbladiga växter. Inga underarter finns listade i Catalogue of Life.